# Les trois ninjas se révoltent
Série Trois ninjas
Les trois ninjas contre-attaquent
(1994) Les trois ninjas se déchaînent
(1998)
Pour plus de détails, voir Fiche technique et Distribution.
Les 3 ninjas se révoltent (3 Ninjas Knuckle Up) est un film américain réalisé par Shin Sang-ok, sorti en 1995. Il s'agit du troisième film de la saga des Trois ninjas.

## Synopsis
En vacances avec leur grand-père maternel Mori, Rocky, Colt et Tom Tom découvrent les problèmes d'une communauté indienne dont la réserve appartient à l'entreprise de Jack Harding, un riche industriel. Ce dernier veut les expulser pour utiliser la zone comme déchetterie. Les trois frères ninjas se lient avec Jo, une petite fille indienne dont le père a été enlevé.

## Fiche technique
Sauf indication contraire, les informations mentionnées dans cette section peuvent être confirmées par les bases de données cinématographiques IMDb et Allociné,  présentes dans la section « Liens externes ».
- Titre original : 3 Ninjas Knuckle Up
- Titre français : Les 3 ninjas se révoltent
- Titre québécois : 3 ninjas se révoltent
- Réalisation : Shin Sang-ok
- Scénario : Alex S. Kim
- Musique : Gary S. Scott
- Directeur artistique : Phil Brandes
- Décors : Don Day
- Costume : Scilla Andreen-Hernandez
- Photographie : Eugene D. Shlugleit
- Son : Rod Ellis, William Smith, Jeffrey R. Whitcher
- Montage : Pamela Choules
- Production : Martha W. Chang et James Kang
  - Production déléguée : Shin Sang-ok
- Sociétés de production : Sheen Productions et TriStar Pictures
- Sociétés de distribution : [TriStar Pictures (États-Unis)
- Budget : n/a
- Pays de production :  États-Unis
- Langue originale : anglais
- Format : couleur (Technicolor) — 35 mm — 1,85:1 (Panavision) — son Dolby
- Genre : action, comédie d'arts martiaux
- Durée : 85 minutes
- Dates de sortie[1] :
  - États-Unis : 7 avril 1995
- Classification :
  - États-Unis : accord parental recommandé, film déconseillé aux moins de 13 ans (PG-13 - Parents Strongly Cautioned)[N 1]
  - France : tous publics (conseillé à partir de 8 ans)[2]
  - Québec : tous publics – pour enfants (G - General Rating)

## Distribution
- Victor Wong : Mori Tanaka
- Charles Napier : Jack Harding
- Michael Treanor : Samuel « Rocky » Douglas Jr.
- Max Elliott Slade : Jeffrey « Colt » Douglas
- Chad Power : Michael « Tum-Tum » Douglas
- Crystle Lightning : Jo
- Donal Logue : Jimmy
- Vincent Schiavelli : le maire
- Don Stark : le shérif
- Scott MacDonald : Eddy
- Patrick Kilpatrick : J. J.

## Production

### Genèse
Après le succès de Ninja Kids (1992), une suite est rapidement lancée. Il s'agit de Les trois ninjas se révoltent. Le tournage débute en 1992. Cependant, des problèmes de droits de distribution repousse la sortie du film. En 1993 débute alors le tournage d'un nouveau film, Les trois ninjas contre-attaquent, qui sortira finalement avant Les trois ninjas se révoltent.

### Attribution des rôles
Dans ce 3e film, on retrouve Michael Treanor dans le rôle de Rocky car il ne voulait plus être acteur pour Les trois ninjas contre-attaquent (finalement sorti avant).
Don Stark, qui incarne ici le shérif, tient un tout autre rôle dans Les trois ninjas contre-attaquent.

### Tournage
Le tournage a lieu en 1992. Il a lieu notamment à Topanga Canyon en Californie.

## Nominations
- The Stinkers Bad Movie Awards 1995 :
  - Pire suite pour Martha W. Chang et James Kang
  - La suite que personne ne réclamait pour Martha W. Chang et James Kang

## Éditions en vidéo
En France, le film Les 3 ninjas se révoltent est sorti en DVD le 7 août 2001. Le film est également sorti en VOD sur Netflix le 7 mars 2024

## Autour du film
C'est le seul film de la saga à avoir été classé Rated PG-13 par la MPAA, c'est-à-dire « film déconseillé aux moins de 13 ans ».

## SagaTrois ninjas
Victor Wong est le seul acteur à apparaître dans les 4 films de la saga. Le 4e film, sorti en 1998, sera d'ailleurs son tout dernier film puisqu'il décédera en 2001. Alan McRae, qui joue le père des trois garçons, apparaîtra dans tous les autres films, excepté Les 3 ninjas se révoltent.